# Balondo (village)
Pour les articles homonymes, voir Balondo.
Balondo est un village de la Région du Littoral au Cameroun, situé dans la commune de Loum, sur le site Communes et villes unies du Cameroun (CVUC).

## Population et développement
En 1968, la population de Balondo était de 211 habitants, essentiellement des Babong. Elle était de 121 lors du recensement de 2005.
Le village dispose d'un marché et d'une école publique.